# جايد شينوويث
جايد شينوويث (بالإنجليزية: Jade Chynoweth)‏ ممثلة أمريكية من مواليد 21 أغسطس 1998. اشتهرت بدورها في فيلم ستيب أب (2018–2022).

## روابط خارجية
- الموقع الرسمي
- جايد شينوويث على موقع IMDb (الإنجليزية)
- جايد شينوويث على موقع روتن توميتوز (الإنجليزية)
- جايد شينوويث على موقع ألو سيني (الفرنسية)
- جايد شينوويث على موقع قاعدة بيانات الفيلم (الإنجليزية)
- جايد شينوويث على موقع كينوبويسك (الروسية)